# 大鹿印刷所
株式会社大鹿印刷所（おおしかいんさつしょ）は、岐阜県揖斐郡大野町に本社を置く、印刷会社。食品パッケージ製造の専門企業。創業は1900年（明治33年）。会社設立は1952年（昭和27年）

## 事業所
- 本社・工場：岐阜県揖斐郡大野町大字上秋357
- 営業所：東京・京都・名古屋・北陸（石川県加賀市）・信越（長野県上田市）・米子・豊橋
- アピック工場：岐阜市
- 作業所：夕張

## 大鹿印刷ソフトテニス部
2007年7月28日～29日　第52回全日本実業団ソフトテニス選手権大会男子の部（大分県で開催）で、出場25年目にして初優勝を成し遂げた。